# Caloris Planitia
Caloris Planitia (/kəˈlɔːrɪs pləˈnɪʃ(i)ə/) là một đồng bằng nằm trong một hố va chạm lớn trên Sao Thủy, có tên không chính thức là Caloris. "Calor" trong tiếng Latinh có nghĩa là "nhiệt". Sở dĩ đặt tên này là bởi vì, cứ mỗi hai lần Sao Thủy đi qua điểm cận nhật, thì Mặt Trời ở vị trí gần nhất ngay bên trên. Với đường kính khoảng 1.550 km (960 mi), đây là vùng trũng va chạm lớn nhất trên Sao Thủy, và là một trong những vùng trũng va chạm lớn nhất trong Hệ Mặt Trời. Hố va chạm này được phát hiện vào năm 1974. Bao quanh nó là dãy núi Caloris Montes, cao khoảng 2 km (1,2 mi).

## Bề ngoài

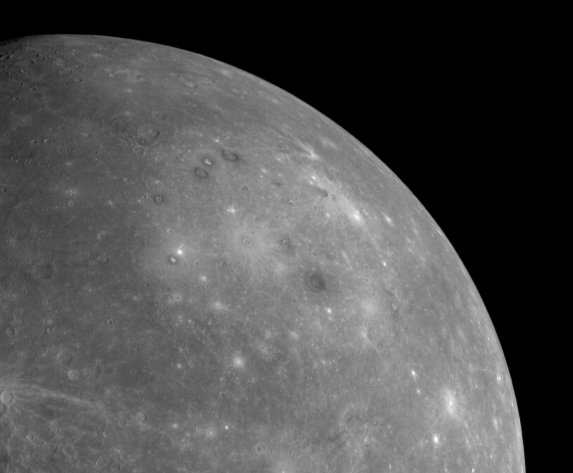
Bức ảnh đầu tiên về mặt tối của Sao Thuỷ được chụp bởi tàu MESSENGER với khoảng cách 27000 km. Một phần ảnh không nhìn thấy được do đã được cắt xén để làm nổi bật vị trí Caloris. Khó có thể phân biệt được mép hình do bóng tối của không gian, dù Mặt Trời đứng ở trên đầu.

Caloris được phát hiện thông qua các hình ảnh do tàu thăm dò Mariner 10 chụp vào năm 1974. Tên của nó do Brian O'Leary đặt, ông là phi hành gia và là thành viên của nhóm hình ảnh Mariner 10. Nó nằm trên đường rạng đông — đường phân chia bán cầu ban ngày và ban đêm — vào thời điểm tàu thăm dò đi qua, do đó không thể chụp ảnh được một nửa hố va chạm. Sau đó, vào ngày 15 tháng 1 năm 2008, một trong những bức ảnh đầu tiên về hành tinh do tàu thăm dò MESSENGER chụp mới cho thấy toàn bộ miệng hố va chạm.
Ban đầu, khu vực được ước tính có đường kính khoảng 1.300 kilômét (810 mi), con số này về sau được xác định là 1.540 kilômét (960 mi) dựa trên các hình ảnh do MESSENGER chụp sau đó. Nó được bao quanh bởi những ngọn núi cao tới 2 km. Bên trong các bức tường địa hình của miệng hố va chạm, phần sàn của miệng hố va chạm được lấp đầy bởi các đồng bằng dung nham, tương tự như biển của Mặt Trăng. Những đồng bằng này được xếp chồng lên bởi các hố thông hơi nổ chứa đầy vật chất mạt vụn núi lửa. Bên ngoài các bức tường địa hình, vật chất bị đẩy ra trong vụ va chạm đã tạo ra lòng chảo kéo dài 1.000 kilômét (620 mi) với các vòng đồng tâm bao quanh miệng hố va chạm.
Ở trung tâm của khu vực là một vùng chứa nhiều rãnh xuyên tâm (có vẻ là các đứt gãy mở rộng), với miệng núi lửa Apollodorus dài 40 km (25 dặm) nằm gần trung tâm của mô hình địa chất này. Hiện nay vẫn chưa rõ nguyên nhân chính xác của mô hình máng này. Nó được đặt tên là Pantheon Fossae.

## Hình thành

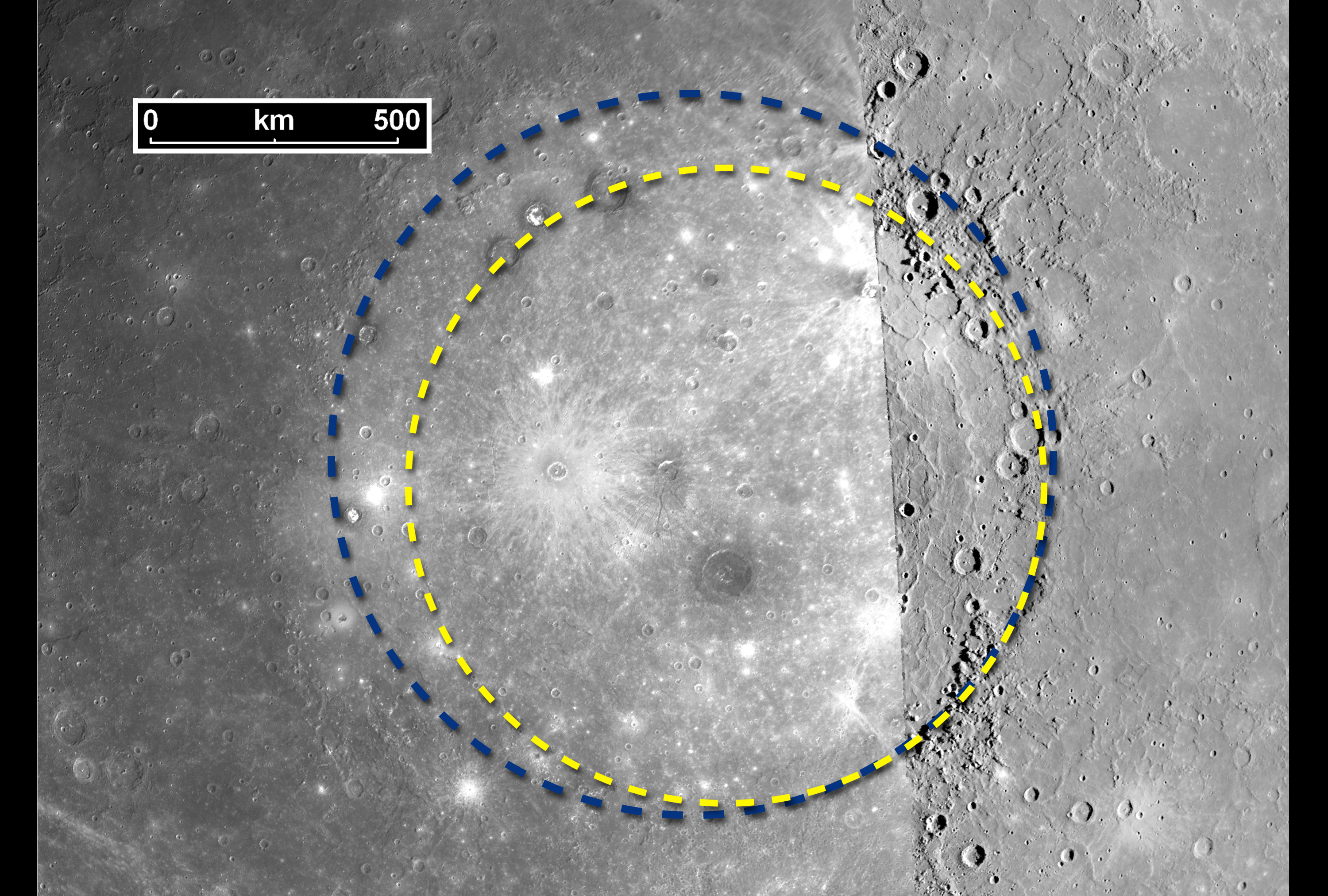
So sánh kích thước ước tính ban đầu của khu vực Caloris (màu vàng) với kích thước dựa trên hình ảnh từ tàu thăm dò MESSENGER (màu xanh lam).

Thiên thể va chạm ước tính có đường kính ít nhất 100 kilômét (62 mi).
Trong suốt khoảng một tỷ năm đầu tiên của Hệ Mặt Trời, các thiên thể thuộc vòng trong Hệ Mặt Trời đã phải hứng chịu nhiều cuộc va chạm dữ dội từ các thiên thạch kích thước lớn. Vụ va chạm tạo ra Caloris có khả năng đã xảy ra sau thời gian mà hầu hết các đợt công phá nặng nề (heavy bombardment) đã kết thúc, bởi vì có ít hố va chạm được nhìn thấy trên bề mặt của nó hơn so với các khu vực có kích thước tương đương bên ngoài miệng hố. Các vùng trũng va chạm tương tự trên Mặt Trăng như Mare Imbrium và Mare Orientale, có lẽ hình thành cùng thời gian, cho thấy có một 'sự gia tăng đột biến' các va chạm lớn vào cuối giai đoạn công phá hành tinh dữ dội của Hệ Mặt Trời thuở sơ khai. Dựa trên ảnh chụp của MESSENGER, tuổi của Caloris đã được xác định là từ 3,8 đến 3,9 tỷ năm.
Một khu vực có tương tác hấp dẫn cao, còn được gọi là vùng dị thường trọng lực (mascon), nằm ở tâm Caloris Planitia. Hầu hết các vùng trũng va chạm lớn trên Mặt Trăng, chẳng hạn như Mare Imbrium và Mare Crisium, cũng là các địa điểm mascon.

## Địa hình hỗn độn đối cực và hiệu ứng toàn cầu

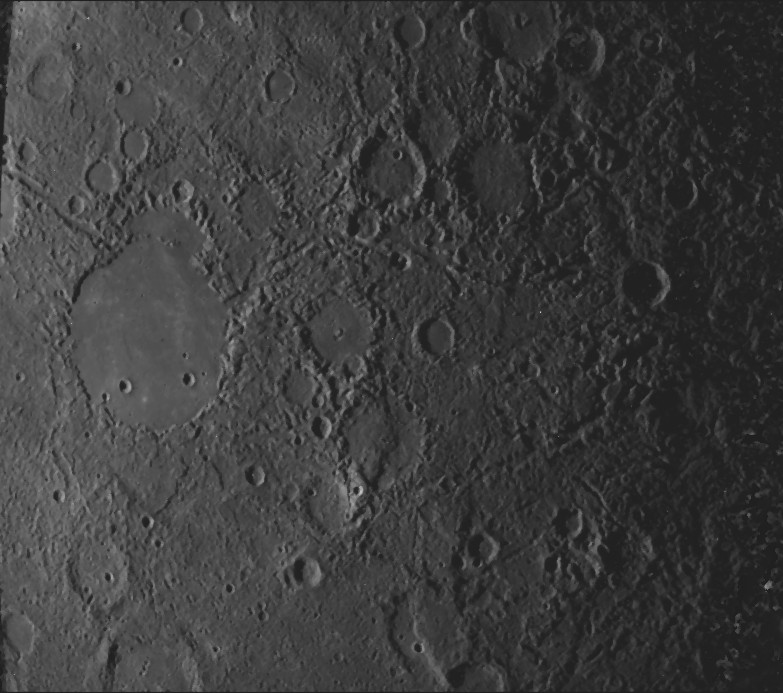
Địa hình đồi núi xếp tầng ở cực đối của Caloris.

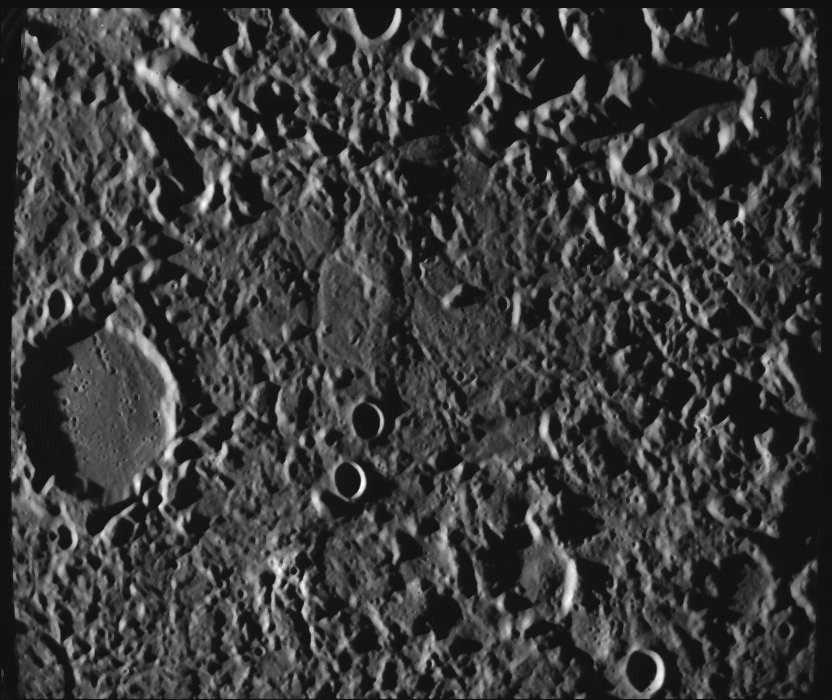
Cận cảnh địa hình hỗn độn.

Vụ va chạm mạnh mà được cho là đã tạo nên Caloris có lẽ đã để lại hậu quả toàn cầu đối với hành tinh này. Tại chính cực đối của vùng trũng va chạm là một khu vực rộng lớn có địa hình đồi núi với các rãnh địa chất, với một ít hố va chạm nhỏ được gọi là địa hình hỗn độn (còn gọi là "địa hình kỳ dị"). Một số nhà nghiên cứu cho rằng nó được tạo ra khi sóng địa chấn từ vụ va chạm hội tụ ở phía đối diện của hành tinh. Ngoài ra, có ý kiến cho rằng địa hình này được kiến tạo bởi sự hội tụ của vật chất được giải phóng tại cực đối của vùng trũng va chạm. Va chạm giả thuyết này cũng được cho là tác nhân kích thích hoạt động núi lửa trên Sao Thủy, dẫn đến sự hình thành các đồng bằng phẳng. Bao quanh Caloris là một loạt các kiến tạo địa chất được cho là bắt nguồn từ vật chất được giải phóng sau vụ va chạm, được gọi chung là Nhóm Caloris.

## Khí phát thải
Sao Thủy có bầu khí quyển rất mong manh và ngắn ngủi, chứa một lượng nhỏ hydro và heli thu được từ gió Mặt Trời, cũng như các nguyên tố nặng hơn như natri và kali. Những chất này được cho là bắt nguồn bên trong hành tinh, "thoát ra cùng khí" từ bên dưới lớp vỏ của Sao Thủy. Vùng trũng Caloris được phát hiện là chứa một lượng natri và kali đáng kể; điều này chứng tỏ rằng các vết nứt từ va chạm đã tạo điều kiện cho khí trong hành tinh được giải phóng ra bên ngoài. Bên cạnh đó, địa hình dị thường cũng là nguồn cung cấp các loại khí này.

## Thư viện ảnh

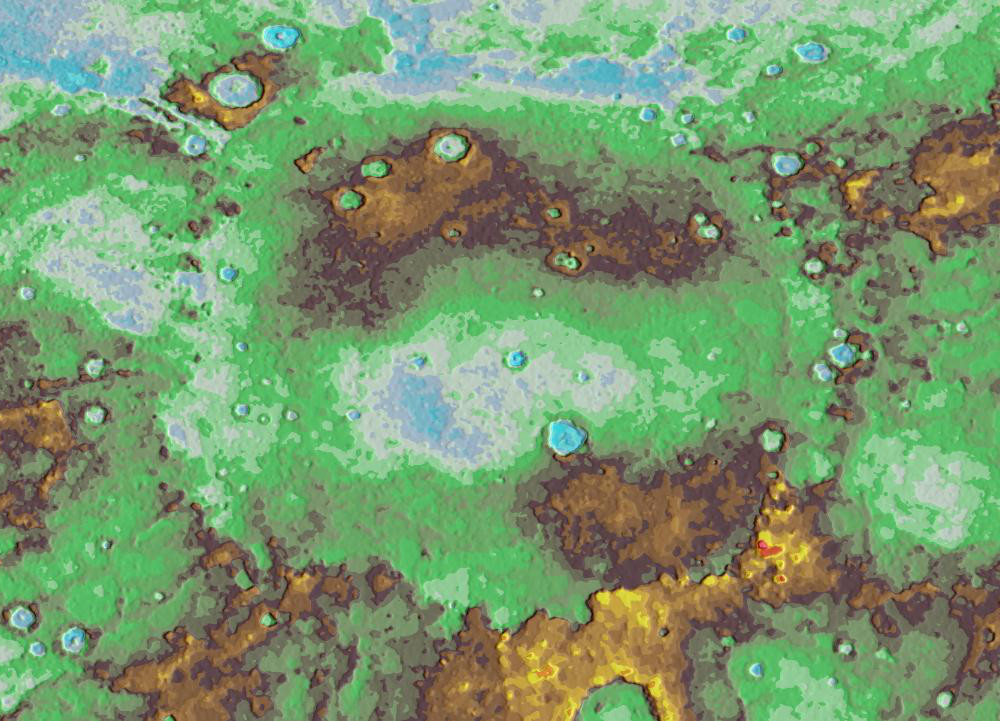
Bản đồ địa hình khu vực Caloris.
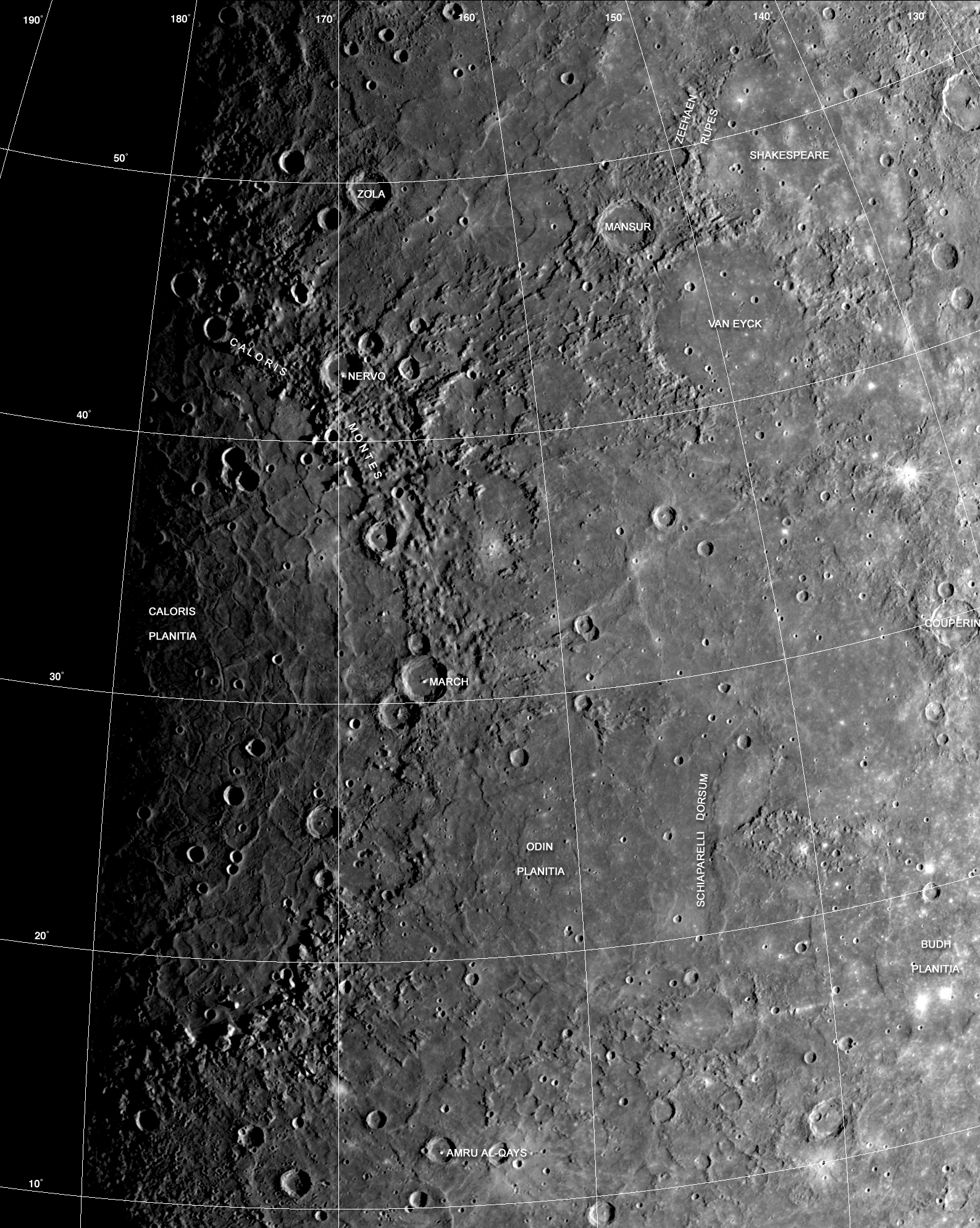
Phần phía đông Caloris được chụp bởi Mariner 10 vào năm 1974–75.
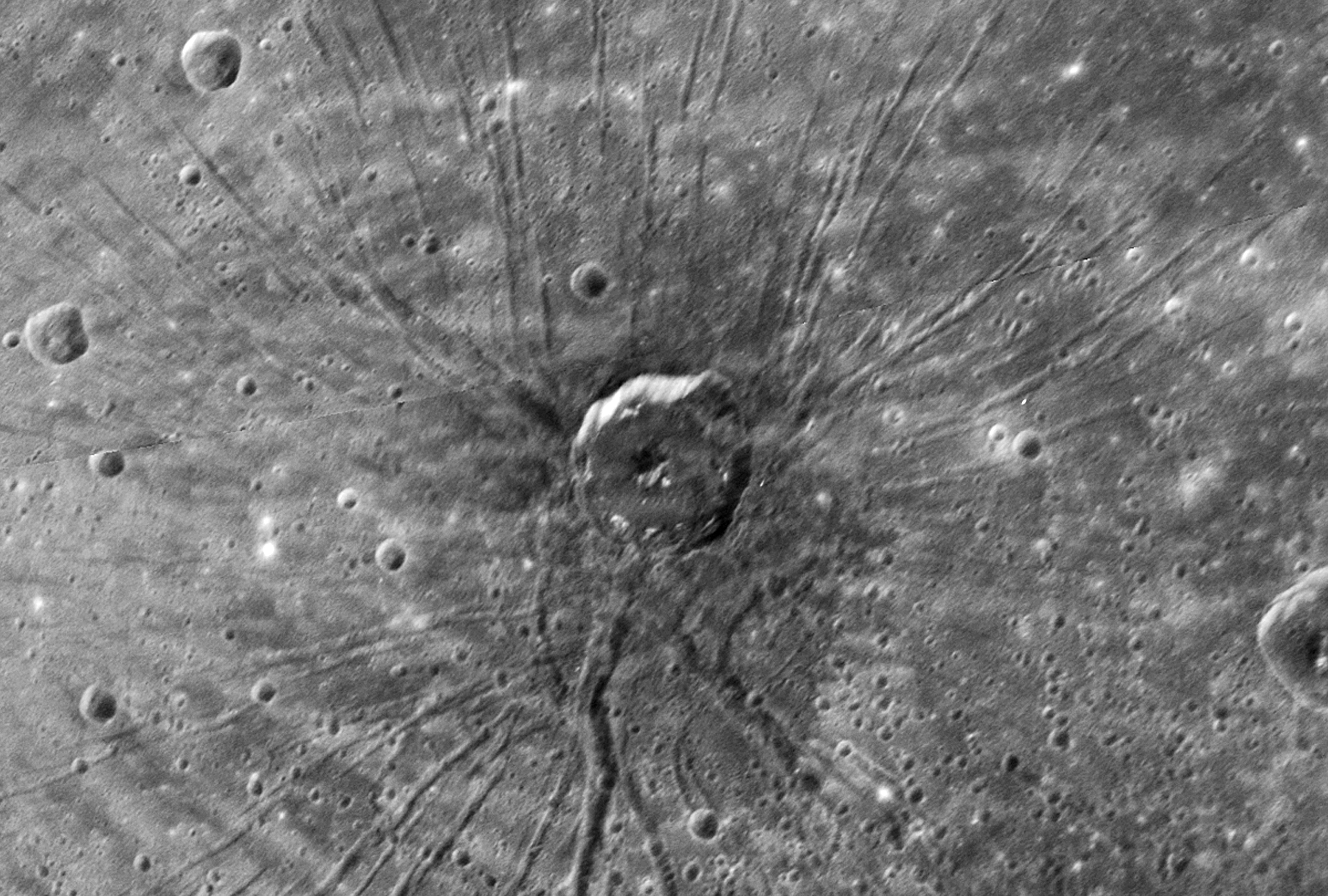
Pantheon Fossae ở trung tâm khu vực Caloris với hố va chạm Apollodorus nằm ngay trung tâm của nó.
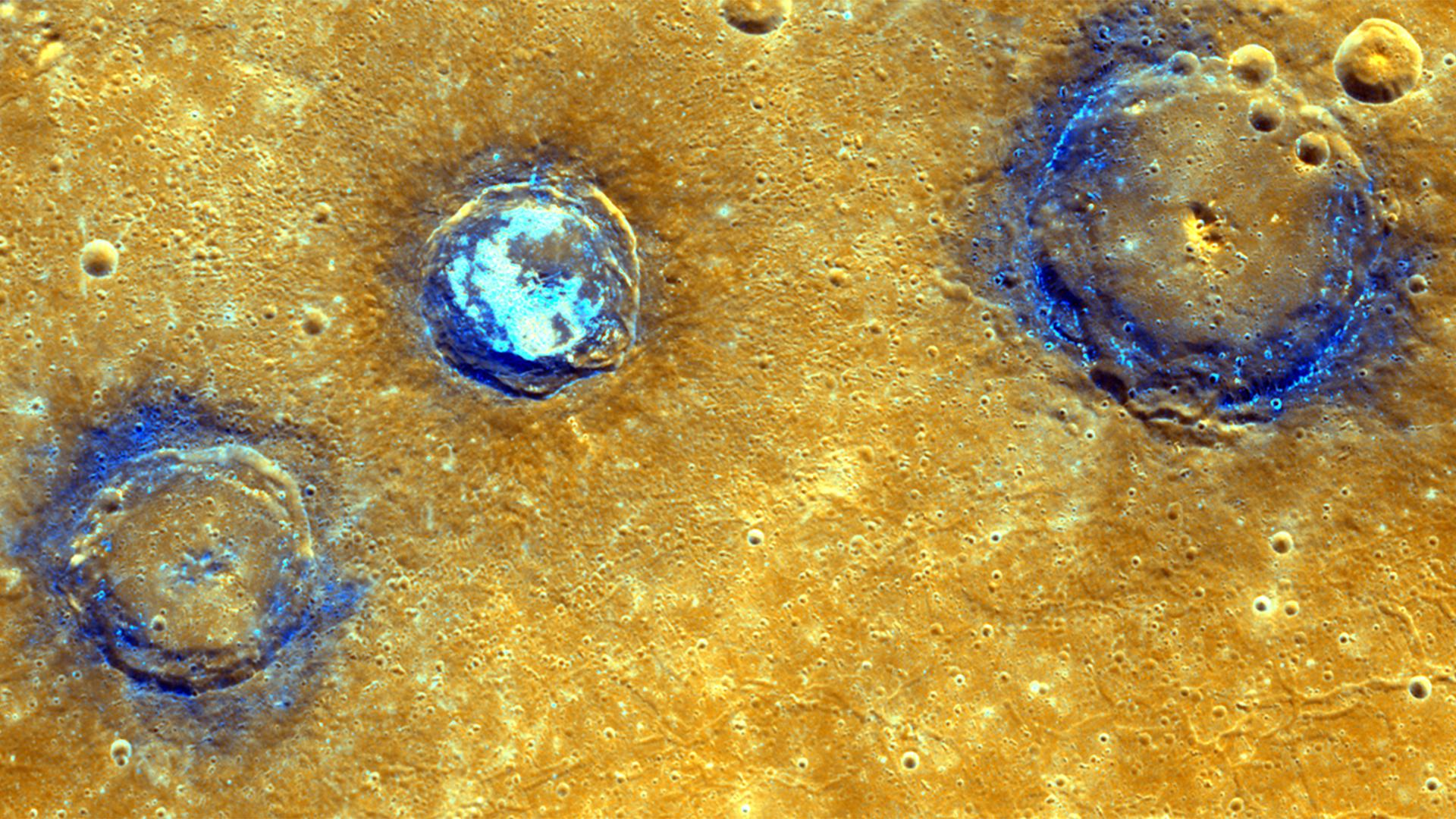
Hình ảnh màu nâng cao của miệng núi lửa Munch, Sander và Poe, giữa đồng bằng của khu vực Caloris.
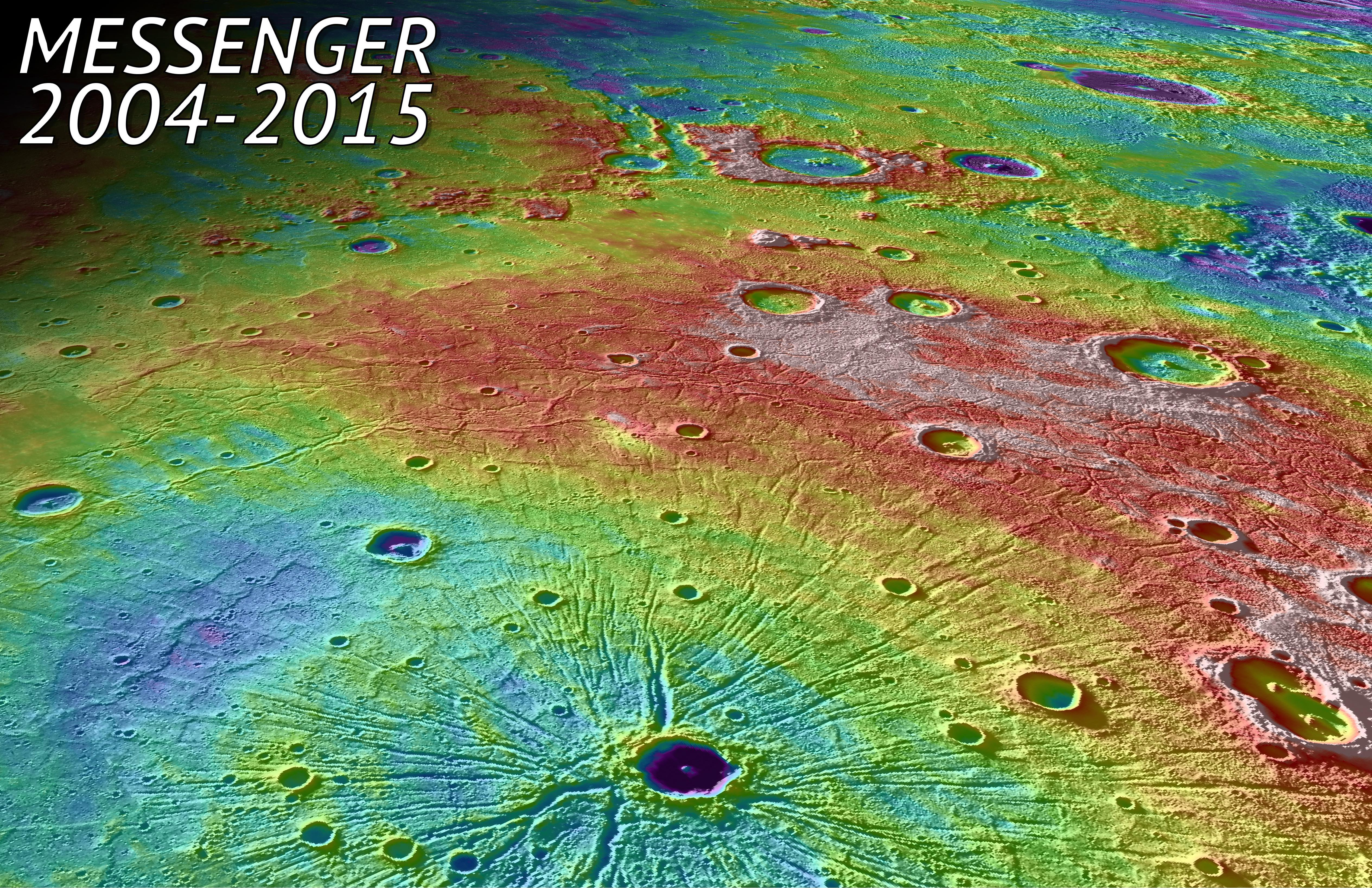
Phối cảnh của Caloris – cao (màu đỏ); thấp (màu xanh).